# Nissan Fuga
Nissan Fuga – samochód osobowy klasy średniej-wyższej produkowany przez japońską firmę Nissan od roku 2004. Następca dla modeli: Cedric, Gloria, Cima i President. Dostępny jako 4-drzwiowy sedan. Do napędu używano silników V6 i V8. Moc przenoszona jest na oś tylną (opcjonalnie AWD) poprzez automatyczną skrzynię biegów. Od 2009 produkowana jest druga generacja Fugi.

## Dane techniczne ('04 V6 2,5)

### Silnik
- V6 2,5 l (2496 cm³), 4 zawory na cylinder, DOHC
- Układ zasilania: wtrysk
- Średnica cylindra × skok tłoka: 85,00 × 73,30 mm
- Stopień sprężania: 10,3:1
- Moc maksymalna: 210 KM (154 kW) przy 6000 obr./min
- Maksymalny moment obrotowy: 265 N•m przy 4400 obr./min

### Osiągi
- Przyspieszenie 0-100 km/h: b.d.
- Prędkość maksymalna: b.d.

## Dane techniczne ('04 V6 3.5)

### Silnik
- V6 3,5 l (3498 cm³), 4 zawory na cylinder, DOHC
- Układ zasilania: wtrysk
- Średnica cylindra × skok tłoka: 95,50 × 81,40 mm
- Stopień sprężania: 10,3:1
- Moc maksymalna: 280 KM (206 kW) przy 6200 obr./min
- Maksymalny moment obrotowy: 363 N•m przy 4800 obr./min

### Osiągi
- Przyspieszenie 0-100 km/h: b.d.
- Prędkość maksymalna: b.d.

## Galeria

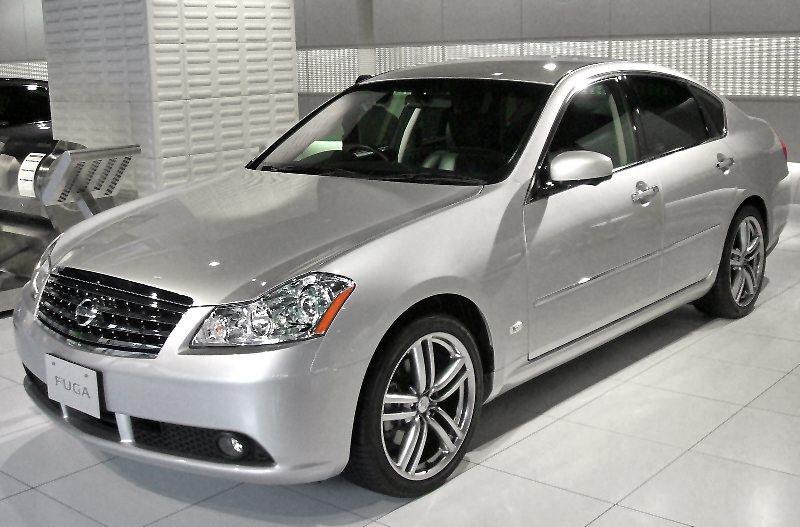
'04-'07 Fuga
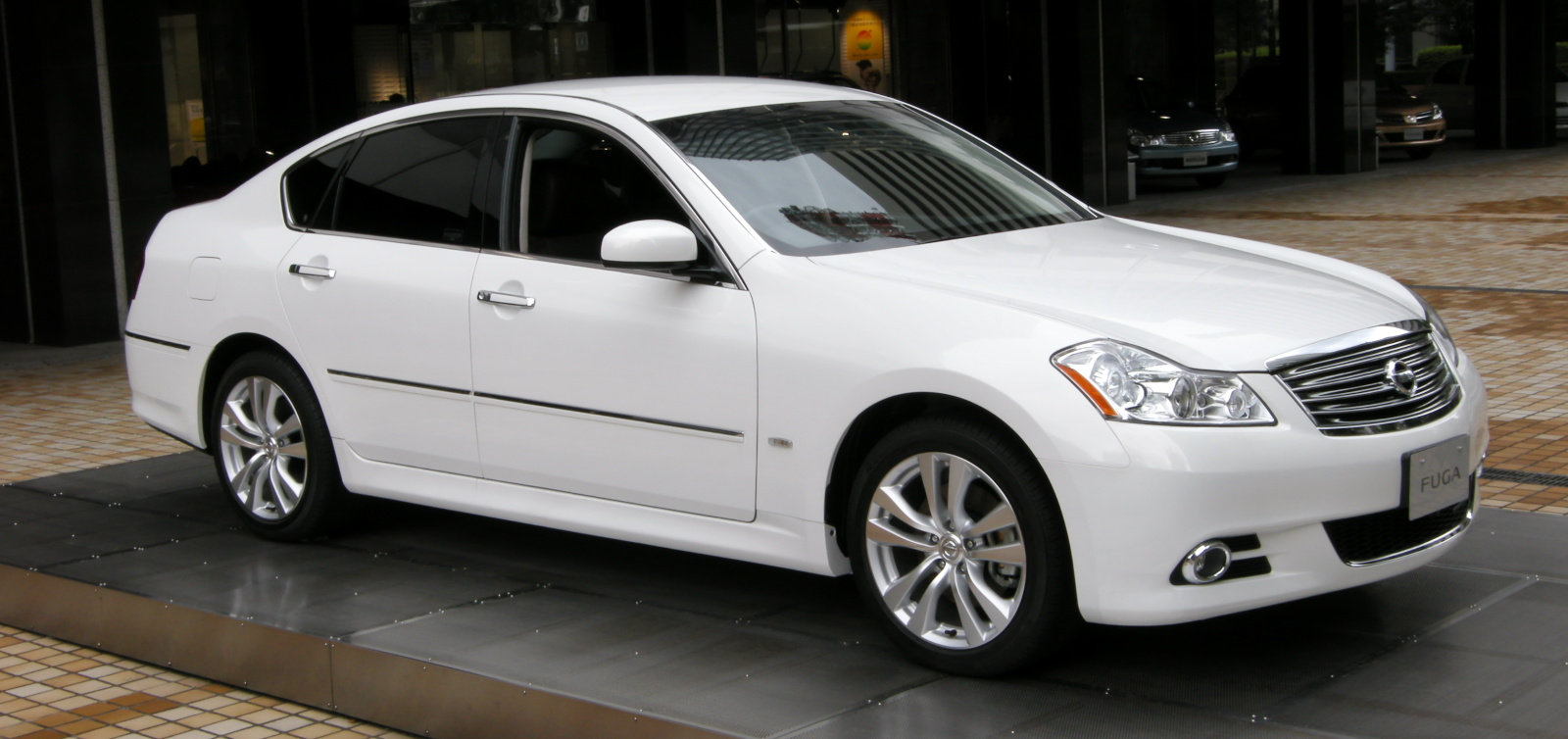
'07 Fuga
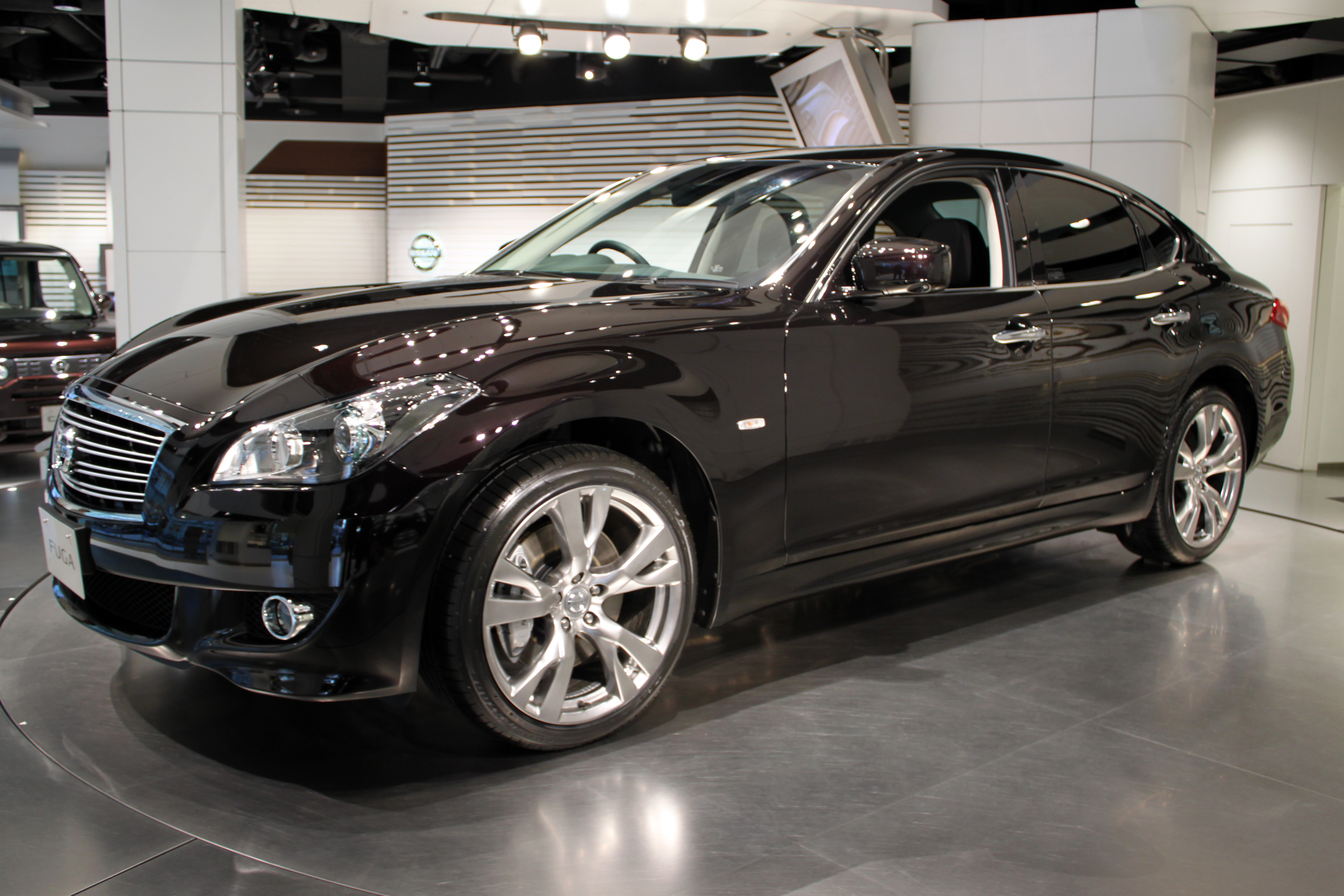
'10 Fuga
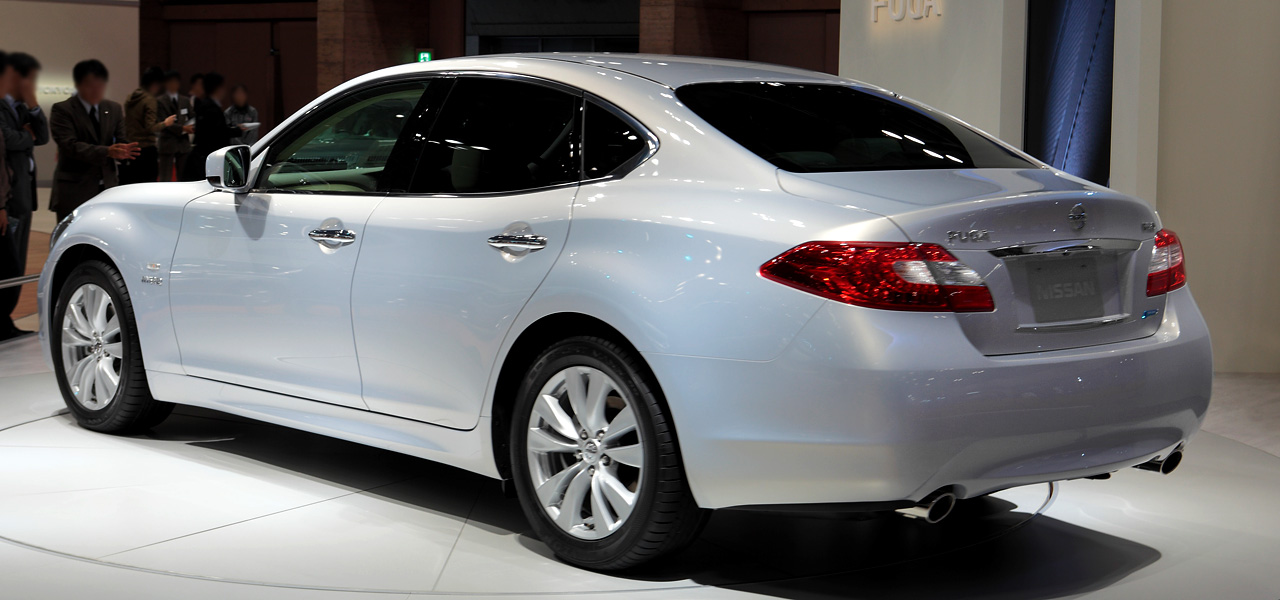
'10 Fuga